# Édition musicale

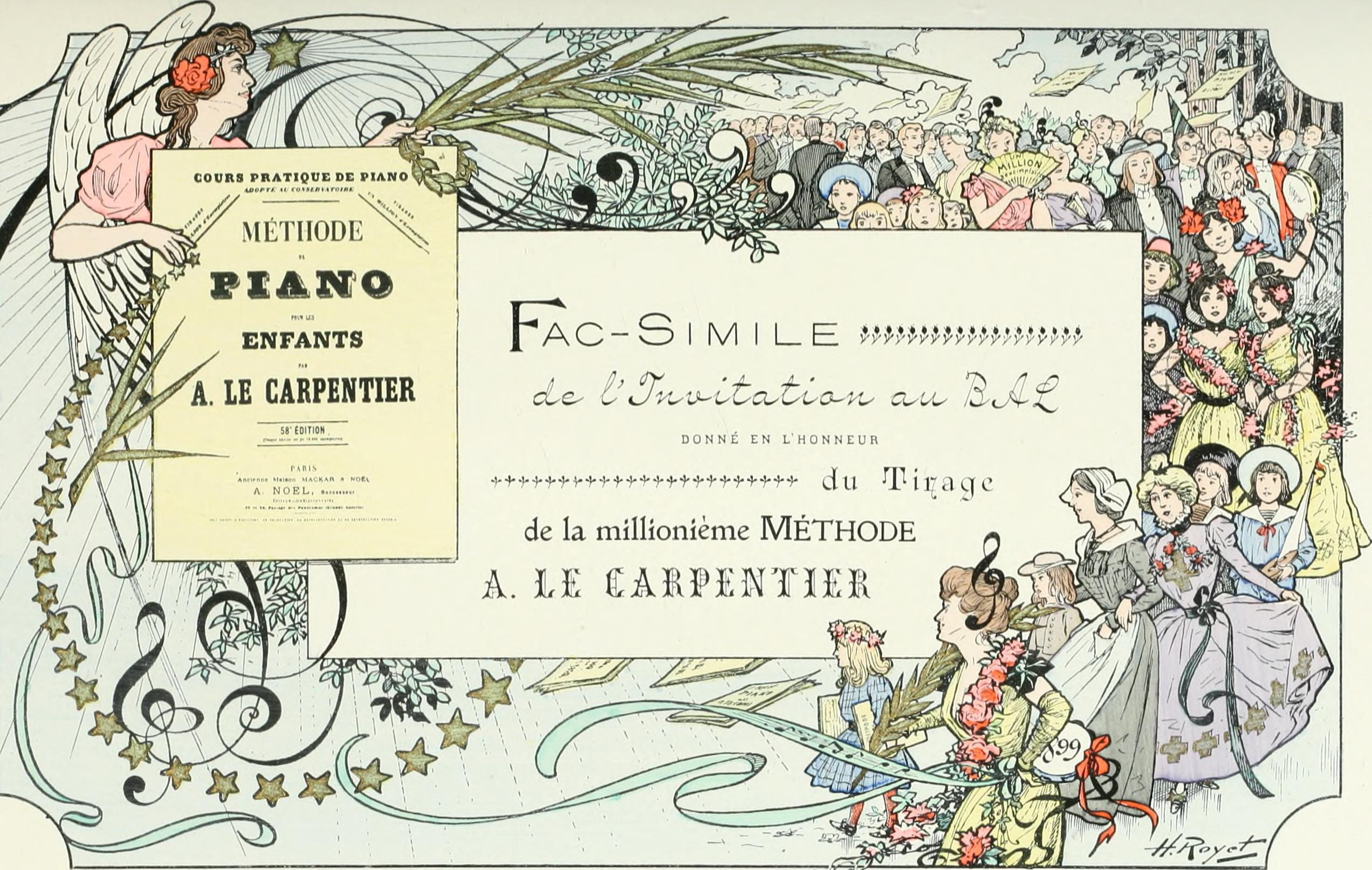
Illustration de La librairie, l'édition musicale, la presse, la reliure, l'affiche à l'exposition universelle de 1900 par Lucien Layus, v. 1900.

Ne doit pas être confondu avec Édition phonographique.
L'édition musicale (ou édition graphique) est la branche de l'édition consacrée à la production et à la distribution, sur support électronique ou imprimé, de partitions et d'ouvrages musicaux tels que les méthodes d'instrument, de solfège, traités de théorie et d'analyse, nécessitant l'emploi des caractères graphiques propres aux notes de musique.
Elle comprend également « les activités d'exploitation des droits (copyright) associés aux compositions musicales, de promotion, d'autorisation et d'utilisation de ces compositions dans des enregistrements, à la radio, à la télévision, dans des films, des spectacles, sur des supports imprimés ou dans d'autres médias », en propre ou pour le compte des détenteurs des droits de propriété intellectuelle.

## Histoire
L'histoire de l'édition musicale imprimée remonte au XVIe siècle ; en effet, Pierre Attaignant et Pierre Haultin publient un recueil de chansons du compositeur Claude de Sermizy dès 1529. Les imprimeurs ont le monopole de l'édition musicale jusqu'au début du XIXe siècle, où l'invention de la machine à fabriquer le papier, la lithographie et la presse rotative démocratisent l'impression et rendent possible la publication de partitions musicales à grande échelle.

## Les différents types d'édition
Les différences dans les partitions entre les différentes maisons d'éditions sont dues aux lignes éditoriales et aux types d'édition qu'elles utilisent. Il existe trois types d'édition de partitions musicales différentes à savoir les éditions urtext, fac-similé et d'interprétation.
L'édition urtext a pour but de reproduire la volonté originale du compositeur de la manière la plus fidèle possible sans faire aucun ajout ou modifications en utilisant la partition originale corrigée par le compositeur mais aussi ses écrits et ce qu'il disait à ses élèves.
L'édition dites fac-similé elle, n'utilisent qu'une seule source, à savoir la photographie d'une partition de l'une des sources d'origines de l'œuvre originale.
L'édition d'interprétation est un type d'édition qui permet à l'éditeur d'interpréter librement l'œuvre. Cette interprétation se caractérise par des modifications de nuances et parfois même dans des cas extrême des suppressions ou modifications de passages entiers. Ce type d'édition a souvent été utilisé par les artistes du XIXe siècle et du début du XXe siècle. L'édition d'interprétation permettait, avant l'apparition des enregistrements, aux élèves de pouvoir profiter de l'interprétation de pièces par des pianistes confirmés.

## Composantes
La profession d'éditeur musical peut être segmentée en quatre volets distincts :

### Édition
L'édition est l'activité principale de l'éditeur de musique. Avant la parution, il contrôle les copyrights, citations, plagiats… Ensuite, il fait respecter l'exactitude et la précision de la publication de l'œuvre. Enfin, il assure sa diffusion en faisant respecter la propriété intellectuelle (droit d'auteur, droits voisins… ) et industrielle (exploitation des droits, duplication, exécution publique ou enregistrée…), quel que soit le média et ce, en propre ou pour le compte des détenteurs de ces droits.

### Sous-édition
La sous-édition est l'édition dans un pays donné d'une œuvre originellement éditée dans un autre pays.

### Gestion
L'éditeur propose ses services administratifs à des créateurs qui souhaitent conserver leurs droits sur leurs œuvres, ou à des éditeurs passifs.

### Acquisition
L'acquisition est l'achat de répertoires en vue de leur exploitation.

## Principaux éditeurs de musique
- Édition Georges Delrieu, français
- Éditions BabelScores, français [5]
- Éditions Bärenreiter, allemand [6]
- Éditions Bayard-Nizet, belge [7]
- Éditions Gérard Billaudot français [8]
- Éditions Boosey & Hawkes, anglais [9]
- Éditions Breitkopf & Härtel, allemand [10]
- Éditions du Centre de musique baroque de Versailles, français [11]
- Éditions Combre, français [12]
- Éditions De Haske, anglais [13]
- Éditions Durand-Salabert-Eschig, trois maisons françaises [14]
- Éditions Enoch, français [15]
- Éditions Eulenburg, allemand [16]
- Éditions Faber Music, anglais [17]
- Éditions Fortin, français [18]
- Éditions Fuzeau, français [19]
- Éditions G. Henle Verlag, allemand [20]
- Éditions Jobert, français [21]
- Éditions Pierre Lafitan, français [22]
- Éditions Le Chant du Monde, français [23]
- Éditions Alphonse Leduc, français [24]
- Éditions Henry Lemoine, français [25]
- Éditions Robert Martin, français [26]
- Éditions Alfonce Production, français [27]
- Éditions Moeck, allemand [28]
- Éditions de l'Oiseau-Lyre, français transféré en Australie[29]
- Profs-Édition, français [30]
- Éditions Marc Reift, suisse [31]
- Éditions Casa Ricordi, italien [32]
- Éditions G. Schirmer, américain [33]
- Éditions Schott Music, allemand [34]
- Éditions Suvini Zerboni, italien [35]
- Éditions Van de Velde, français [36]
- Paul Beuscher Publications, français [37]

## Éditeurs anciens

### En France, seconde moitié duXVIIIesiècle– débutXIXesiècle
- Éditions Sieber
- Éditions Imbault
- Éditions La Chevardière
- Éditions Huberty
- Éditions Venier
- Éditions Bailleux
- Éditions Leduc
- Éditions Boyer
- Éditions Naderman
- Éditions Pleyel
- Éditions Richault
- Éditions Gambaro

### En France,XIXesiècle
- Éditions Janet et Cotelle
- Éditions Catelin
- Éditions Brandus

### En France, seconde moitié duXIXesiècle– débutXXesiècle
- Éditions E. Baudoux
- Éditions E. Demets
- Éditions E. Fromont
- Éditions Costallat
- Éditions Rouart, Lerolle et Cie
- Éditions Maurice Senart
- Editions Bornemann